# Ton Blanker
Ton Blanker (Amsterdam, 15 settembre 1960) è un ex calciatore olandese, di ruolo attaccante.

## Palmarès

### Club

#### Competizioni nazionali
Campionato olandese: 1 
Ajax: 1979-1980